# Chadititan
Chadititan (що означає «титан солі») — викопний рід титанозаврів з пізньокрейдяної (кампанської) формації Анаклето в Аргентині. Рід містить один вид, C. calvoi, відомий з кількох фрагментарних скелетів. Chadititan характеризується невеликим розміром порівняно зі спорідненими таксонами та особливо тонкими кінцівками.

## Відкриття та найменування
2025 року Agnolín et al. повідомили про знахідки скам'янілостей на сімейній фермі Марін поблизу міста Хенераль-Рока та низовини Салітраль-Морено в Аргентині, що представляють відслонення формації Анаклето. Серед знайдених кісток було чимало останків титанозаврів, що належали кільком окремим тваринам, включаючи спинні та хвостові хребці, частково лобок і коракоїд, а також неповні кістки передніх і задніх кінцівок.
У 2025 році Agnolín et al. описали Chadititan calvoi як новий рід і вид титанозаврів на основі цих викопних останків. Вони встановили MPCN-Pv 1034, що складається з дев'яти хвостових хребців, верхніх частин обох плечових і ліктьових кісток, нижньої частини правої променевої кістки, кінця лівої лобкової кістки, обох кінців правої стегнової кістки, верхньої частини лівої великогомілкової кістки та обох кінців правої гомілкової та малогомілкової кісток, а також невизначених метаподіальних кісток, як голотипний зразок. Крім того, вони направили сім додаткових зразків, включаючи, можливо, молоду особину, різного рівня повноти на основі їх порівнянної анатомії та місця відкриття. Родова назва, Chadititan, поєднує в собі мапудунгунське слово chadi, що означає «сіль» — стосовно типової місцевості, розташованої поблизу великої солончакової рівнини — зі словом «titan», що стосується доолімпійських богів грецької міфології. Видова назва, calvoi, на честь аргентинського палеонтолога Хорхе Орландо Кальво, який створив таксономічну групу Rinconsauria, до якої належить цей таксон.

## Опис
Чадититан — відносно невеликий завропод, з приблизною довжиною тіла 7 метрів. Хоча відомий матеріал є фрагментарним, Chadititan демонструє кілька схожостей з іншими ринконзаврськими завроподами. Плечова та стегнова кістки Чадититана вказують на те, що його кінцівки витончені й відносно прямі. Крім того, увігнуті спереду хвостові хребці відносно довгі та вузькі. Жодних остеодерм з кісткового ложа виявлено не було.